# Alan Sillitoe
Alan Sillitoe (4. března 1928 Nottingham – 25. dubna 2010 Londýn) byl britský prozaik a přední představitel tzv. dělnického románu, tj. prozaického díla, jehož děj se odehrává v dělnickém prostředí a reflektuje problémy s tímto prostředím spojené. V 50. letech 20. století patřil do generace tzv. rozhněvaných mladých mužů.

## Dílo
- Seznam děl v Souborném katalogu ČR, jejichž autorem nebo tématem je Alan Sillitoe
- V sobotu večer, v neděli ráno (Saturday Night and Sunday Morning) (1958)
- Osamělost přespolního běžce (The Loneliness of the Long Distance Runner) (1959)
- The General (1960)
- Key to the Door (1961)
- The Death of William Posters (1965)
- A Tree on Fire (1967)
- A Start in Life (1970)
- Raw Material (1972)
- The Flame of Life (1974)
- The Flame of Life (1974)
- The Widower's Son (1976)
- Men, Women and Children (1974) – sbírka povídek
- The Second Chance (1981) – sbírka povídek